# 欧州為替相場メカニズム

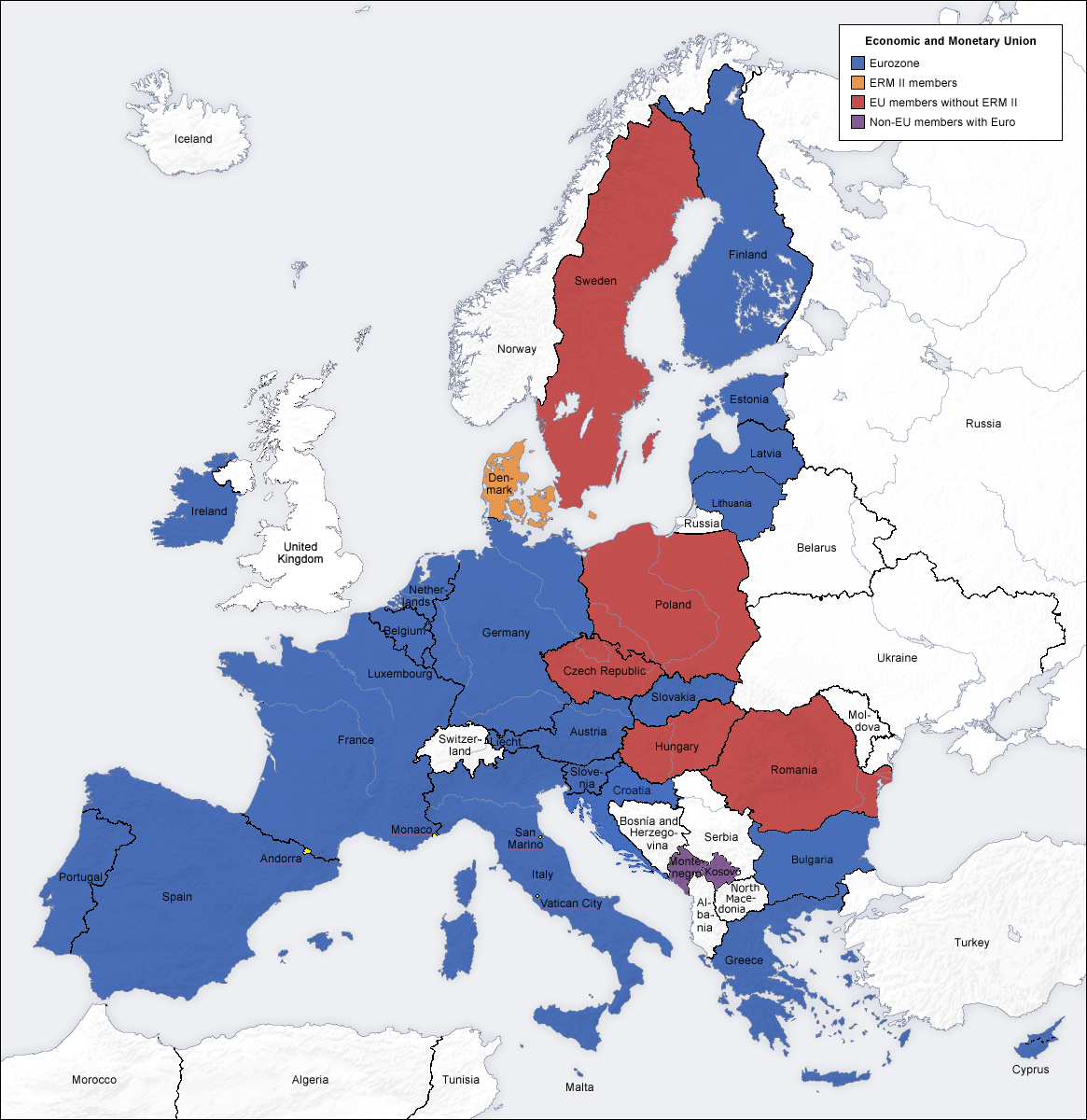
ユーロ圏
ERM II対象国
上記以外の欧州連合加盟国
ユーロが使用されている非加盟国・地域

欧州為替相場メカニズム（おうしゅうかわせそうばメカニズム、英語表記：European Exchange Rate Mechanism, 略：ERM）は、ヨーロッパにおける為替相場の変動を抑制し、通貨の安定性を確保することを目的とした制度である。欧州委員会は1979年3月、欧州通貨制度の一環として欧州為替相場メカニズムを取り入れ、欧州連合における経済通貨同盟や1999年1月1日の単一通貨ユーロの導入に備えた。

## 目的と実施
欧州為替相場メカニズムは為替相場変動幅の固定という概念に基づいているが、定められた変動幅において為替は値動きする。ユーロ導入以前は、為替相場は欧州通貨単位によるものであり、欧州通貨単位における為替価値は対象通貨の加重平均として決定されていた。
2通貨間のグリッドは欧州通貨単位で表されるセントラル・レートに基づいて算定され（パリティ・グリッド）、2通貨間の変動は±2.25%の範囲内に抑えられており（ただし通貨の一方がイタリア・リラである場合は±6%の範囲まで認められていた）、また市場介入やローン・アレンジメントによって対象通貨の変動幅以上の値動きが回避されていた。

## 歴史

### アイルランド・ポンドの参加
1979年、アイルランドが欧州為替相場メカニズムに参加したことにより、アイルランド・ポンドはポンド・スターリングとの等価性を失った。欧州為替相場メカニズムの開始直後に、欧州為替相場メカニズム対象通貨でないポンド・スターリングは全欧州為替相場メカニズム通貨に対して上昇し、アイルランド・ポンドとパリティを続けていたならば、アイルランド・ポンドは変動制限幅を超えた値動きをしていたと考えられる。

### イギリスの参加と脱退
イギリスでは、ERMはドイツマルクの増価を防ぎドイツの競争力を維持し他国の競争力を落とすことを目的に作られているという批判的な見方が当初から根強く、1979年にはデニス・ヒーリー財務大臣はERMは罠であると悟り、労働党政権は英国のERM加入を見送った。 
その後政権交代がおこりマーガレット・サッチャー保守党政権が誕生する。
そのサッチャーの政策の一つがERM加入反対だった。
サッチャーの側近らが英国をERMに加入させたがっていたが、サッチャーは頑なに反対していた。結局は側近らに押される形でサッチャーは1990年にERM加入を認め、イギリスは欧州為替相場メカニズムに参加したが、その2年後の1992年に英国はERMから離脱することになる。これはポンド・スターリングがジョージ・ソロスなどの通貨を対象とした投資家の巨大な圧力を受けたためで、このため1992年9月16日に発生したポンド危機は "Black Wednesday" （暗黒の水曜日）と呼ばれるようになる。イギリスはポンド危機の対処のために数度の政策転換を繰り返し、結果1992年以降の好景気をもたらすことになった。このことから一部からはポンド危機を "White Wednesday"(白い水曜日)と呼ばれることがある。またイギリスが1990年代初頭に不況に見舞われたことから、ERMを「恒久的不況メカニズム (Eternal Recession Mechanism) 」と揶揄する者もいた。イギリスは為替相場の変動幅を押さえるために、金準備を含め60億ポンド以上を費やした。

### 変動幅の拡大
1993年、フランス・フランなどの通貨に対する投機に対応するため、変動制限幅を15%まで拡大した。

### ユーロ移行
1998年12月31日、ユーロ圏諸国の欧州通貨単位との為替取引が終了し、欧州通貨単位と等価でユーロとの取引に移行した。

## ERM IIへの移行
1999年、欧州為替相場メカニズムは ERM II に移行した。ギリシャ・ドラクマとデンマーク・クローネが ERM II の対象となったが、その後ギリシャは2001年にユーロを導入した。ERM II 対象通貨はユーロを基準とするセントラル・レートに対して±15%の変動幅とされ、クローネの場合では、デンマーク国立銀行は1ユーロ=7.46038をセントラル・レートとして、またより幅の小さい±2.25%を変動制限幅とした。

### ERM II 対象通貨の状況
2004年5月1日、欧州連合に新規加盟した国の10の中央銀行が ERM II 中央銀行協定を締結し、各国通貨は異なる相場で ERM II の対象となることが相互に承認された。
エストニア・クローン、リトアニア・リタス、スロベニア・トラルは2004年6月28日に、キプロス・ポンド、ラトビア・ラッツ、マルタ・リラは2005年5月2日に、スロバキア・コルナは2005年11月28日にそれぞれERM IIの対象となった。
ブルガリアとクロアチアは2020年7月10日にERM IIに加盟した。
ユーロを導入していない加盟国は、ユーロ圏入りの最低2年前までに ERM II に参加する（つまりERM II に参加してから2年以上経過することがユーロ導入の条件の一つである）ことが求められている。スロベニアは2007年にユーロを導入しているため、スロベニア・トラルは ERM II の対象から外れた。また、2008年1月1日にマルタ・リラとキプロス・ポンドが、2009年1月1日にスロバキア・コルナが、2011年1月1日にエストニア・クローンが、2014年1月1日にラトビア・ラッツが、2015年1月1日にリトアニア・リタスが、2023年1月1日にクロアチア・クーナがユーロに移行し、ERM II の対象から外れた。
ポーランド、チェコ、ハンガリー、ルーマニアと、スウェーデンはERM II に加盟していない。スウェーデンは通貨切り替えに必要な収斂基準を満たすために ERM II 参加が予定されているが、1990年代初頭に深刻な通貨危機を経験したため、 ERM II 参加を渋っている。

## 為替変動幅
理論上、ほぼすべての通貨は基準値の±15%までなら相場が変動できることになっている。
| 通貨                 | ISO 4217 コード | セントラル・レート (対1ユーロ） | 変動幅 |
| -------------------- | --------------- | ------------------------------- | ------ |
| デンマーク・クローネ | DKK             | 7.46038                         | ±2.25% |
| ブルガリア・レフ     | BGN             | 1.95583                         | ±15%   |